# Anthophiura dilatata
Anthophiura dilatata är en ormstjärneart som beskrevs av Tommasi 1976. Anthophiura dilatata ingår i släktet Anthophiura och familjen fransormstjärnor. Inga underarter finns listade i Catalogue of Life.